# LaFayette (Georgia)
LaFayette – miasto w Stanach Zjednoczonych, w stanie Georgia, siedziba administracyjna hrabstwa Walker.